# Vardesyssel
Vardesyssel var et middelalderligt syssel, der bestod af seks herreder:
- Nørre Horne Herred
- Vester Horne Herred
- Øster Horne Herred,
- Skads Herred
- Gørding Herred
- Malt Herred.

Området svarer nogenlunde til det tidligere Ribe Amt (1970-2007), dog uden købstaden Ribe og området syd for Kongeåen, der lå i hhv. Barvidsyssel og Ellumsyssel.
Hovedbyen var Varde købstad.